# Järna, Vansbro kommun
För andra betydelser, se Järna (olika betydelser)
Järna eller Dala-Järna är en tätort i Vansbro kommun och kyrkbyn i Järna socken i Västerdalarna, Dalarnas län. Ortens centrum ligger i byn Myrbacka längs E16.

## Ortens namn
Orten hette mellan 1907 och 1977 officiellt Dala-Järna för att undvika förväxling med Järna i Södermanland. Namnbytet aktualiserades av att orten 1907 fick en järnvägsstation men 1977 ansågs inte längre någon förväxlingsrisk föreligga och det gamla namnet Järna återinfördes. Detta gäller dock endast tätortsnamnet. Postorten och järnvägsstationen heter fortfarande Dala-Järna, vilket också är det vanligast använda namnet utanför närområdet. Järnvägens persontrafik (längs Västerdalsbanan) lades dock ned 2011.

## Befolkningsutveckling
| Befolkningsutvecklingen i Järna 1960–2020 | Befolkningsutvecklingen i Järna 1960–2020 | Befolkningsutvecklingen i Järna 1960–2020 | Befolkningsutvecklingen i Järna 1960–2020 | Befolkningsutvecklingen i Järna 1960–2020 |
| --- | ----------------------------------------- | ----------------------------------------- | ----------------------------------------- | ----------------------------------------- |
| |                                           |                                           |                                           |                                           |
| År |                                           |                                           | Folkmängd                                 | Areal (ha)                                |
| 1960 | 1960                                      |                                           | 1 604                                     |                                           |
| 1965 | 1965                                      |                                           | 1 618                                     |                                           |
| 1970 | 1970                                      |                                           | 1 696                                     |                                           |
| 1975 | 1975                                      |                                           | 1 755                                     |                                           |
| 1980 | 1980                                      |                                           | 1 752                                     |                                           |
| 1990 | 1990                                      |                                           | 1 607                                     | 315                                       |
| 1995 | 1995                                      |                                           | 1 589                                     | 318                                       |
| 2000 | 2000                                      |                                           | 1 503                                     | 319                                       |
| 2005 | 2005                                      |                                           | 1 429                                     | 319                                       |
| 2010 | 2010                                      |                                           | 1 413                                     | 318                                       |
| 2015 | 2015                                      |                                           | 1 725                                     | 628                                       |
| 2020 | 2020                                      |                                           | 1 624                                     | 602                                       |
| Anm.: Namnändring 1980 från Dala-Järna till Järna. Utökades 2015 med bebyggelsen söder om älven och småorterna Utsälje och Ytteråker, Grånäs, Morn och Utsälje samt på norra stranden Kvarnåker och Noret. Kvarnåker räknade 2020 som en separat småort |                                           |                                           |                                           |                                           |

## Evenemang
I Dala-Järna arrangeras vart tredje år en av Europas största flygshower, benämnd Flygfesten, av Västerdala flygklubb. Mängder med såväl nationella som internationella flygplan deltar, liksom olika länders flygvapen, flygakrobater m.m.
På flygfältet i Dala-Järna arrangeras årligen Sveriges enda dragracing för snöskotrar på gräs, ett av Europas största arrangemang i sitt slag.

## Idrott

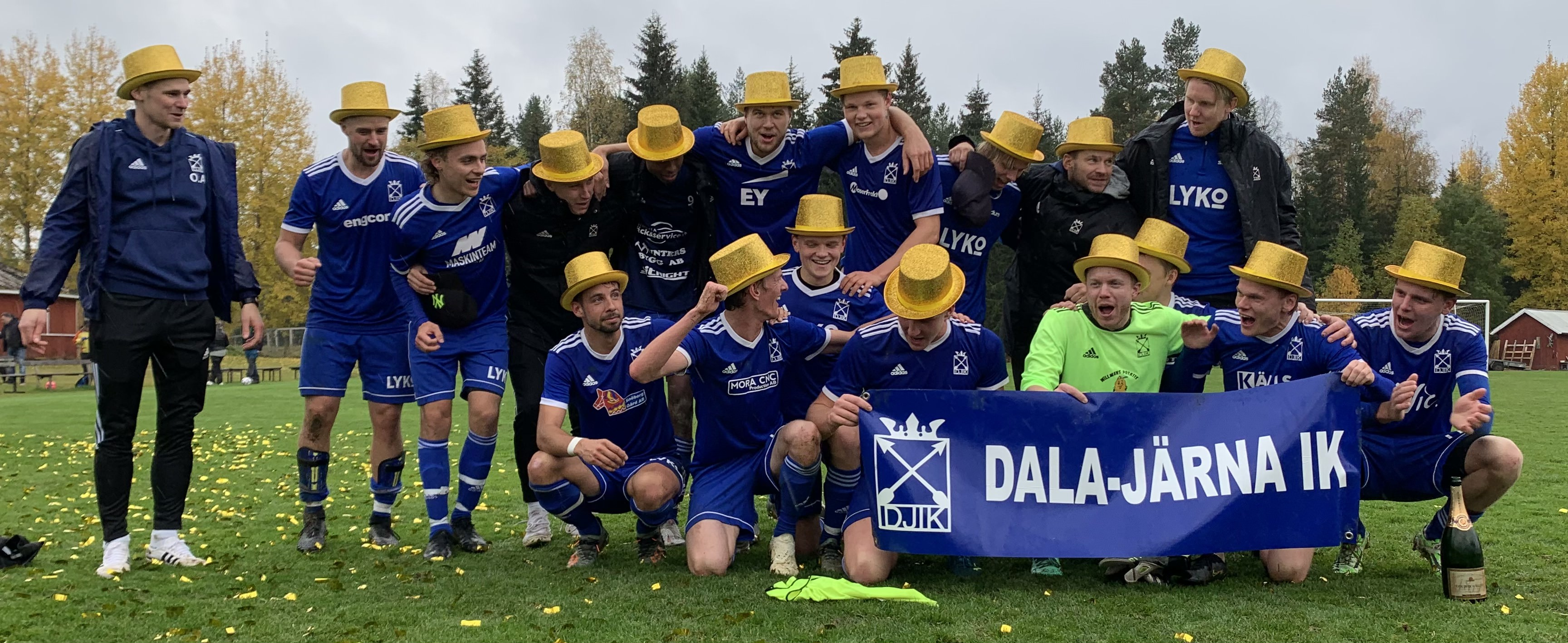
Dala-Järna IK Fotboll efter avancemanget till division 3 2022.

- Dala-Järna IK, främst skidframgångar, samt sektionen Dala-Järna IK Fotboll
- Dala-Järna Windsurfing Klubb, förkortat DJWSK
- Snöå GK
- Västerdalarnas Flygklubb

## Sevärdheter

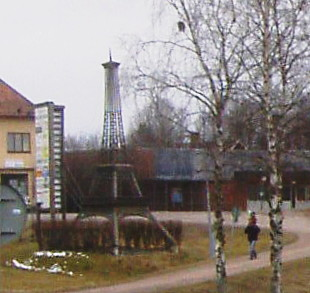
Eiffeltornet i Järna.

I Dala-Järna finns en cirka 15 meter hög skalenlig modell av Eiffeltornet, byggd av Gunnar Johansson 1989. Tornet skänktes till Dala-Järna Köpmannaförening hösten 1999 och flyttades då till sin nuvarande plats intill E16.
I Dala-Järna finns en hängbro av trä över Västerdalälven. 
Dala-Järna Konstgård har Sveriges enda träfågelmuseum och en trädgård med växter som normalt inte finns i zon 6.
Svenska 1900-talskonstnärer finns i gårdens konstmuseum.

## Samhället
Kopparbergs enskilda bank hade ett kontor i Myrbacka åtminstone från 1900-talets första decennium. Denna bank övertogs av Göteborgs bank som därefter hade kontor i Dala-Järna. Dess efterföljare Nordea fanns kvar i orten in på 2000-talet, men har senare lagt ner kontoret. Även Kopparbergs läns sparbank hade kontor i Järna, även det senare nedlagt.

## Personer från orten
- Carl Munters (uppfinnare)
- Gunde Svan (skidåkare)
- Sven-Erik Danielsson (skidåkare)
- Jonny Danielsson (löpare)

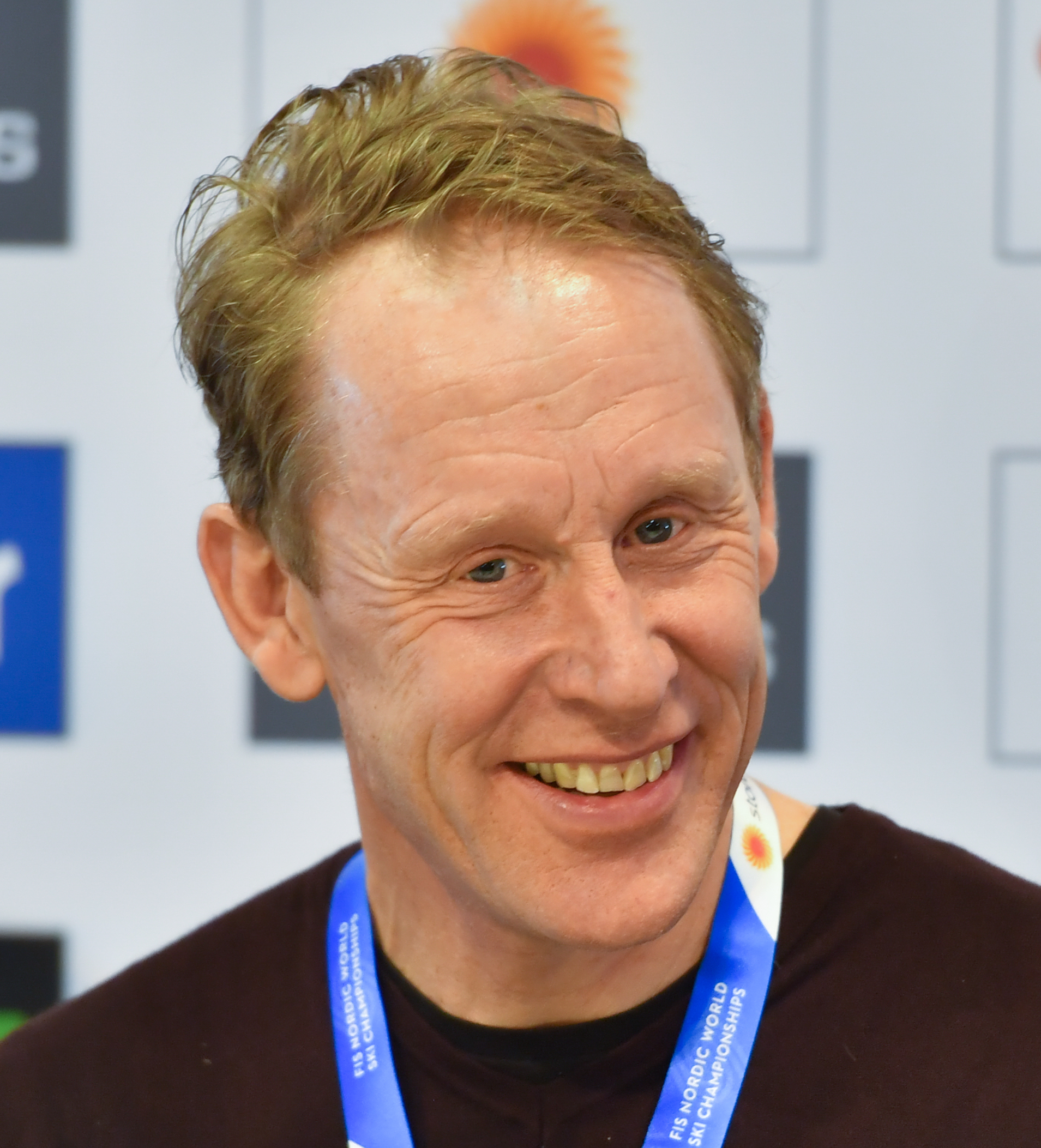
Gunde Svan

- Mats Nilsson (motocross- och enduroförare)
- Tomas Holst (konstnär)